# Sedlářství

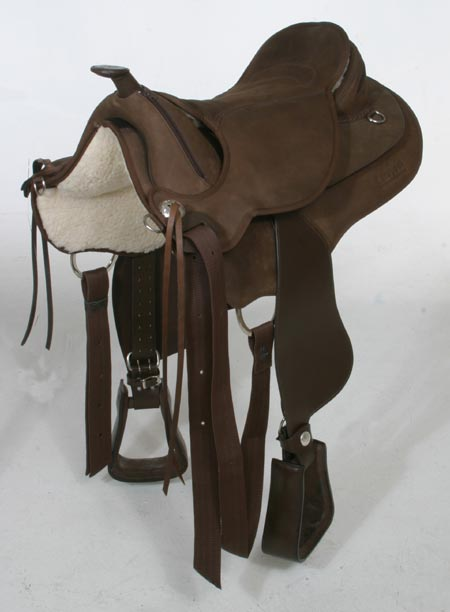
Koňské sedlo.

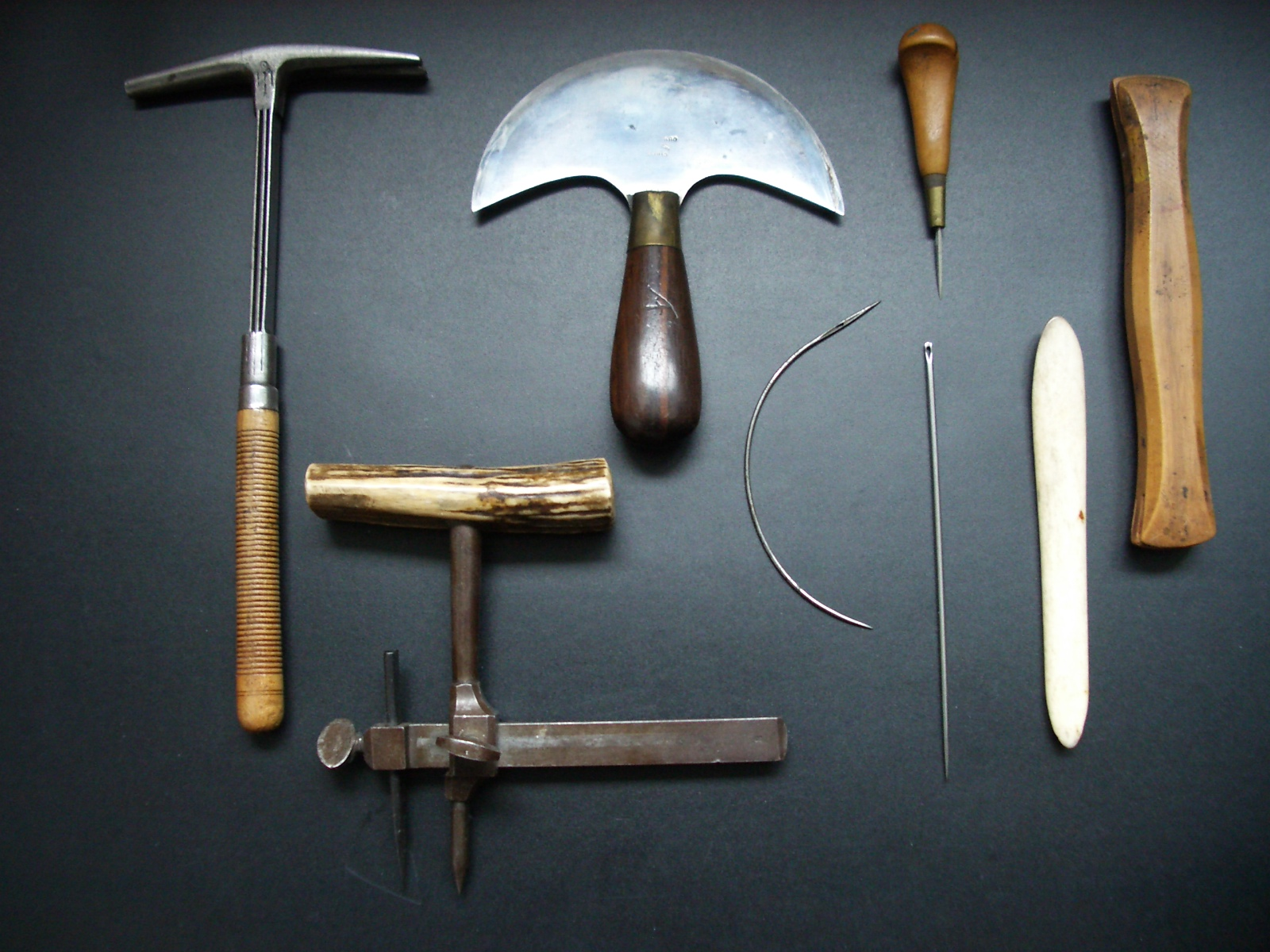
Sedlářské nástroje.

Sedlářství je řemeslo, které se zabývá výrobou sedel a dalších kožených výrobků jako jsou chomouty, postroje, biče, brašny, opasky, řemínky, pouzdra (na nože, sekery, pistole, doklady, mobilní telefony apod.) nebo jiné předměty běžné potřeby (např. někteří sedláři vyrábí anglická sedla, westernová sedla nebo kočárové postroje). Jde o tradiční řemeslo, které nachází uplatnění i v současné době. Na sedlářské výrobky lze narazit nejčastěji v jezdeckých oddílech, rančích nebo historických trzích.
Navazující profesí je brašnář, manžetář a rukavičkář. V dnešní době se sedláři zabývají povětšinou zakázkovou výrobou a jejich výrobky často slouží zájemcům o Divoký západ, historii nebo vojenství.

## Historie

### Počátky
Sedlářství je staré řemeslo, jehož počátky sahají do doby, kdy člověk poprvé začal vydělávat kůži. Historické nálezy ukazují, že vydělávání, upravování a barvení kůže znaly snad všechny starodávné národy.
K nejstarším způsobům vydělávání kůže je způsob, kdy je využíván tuk v kombinaci s kouřem. O vyčiňování kůže tukem se zmiňuje ve svém díle Ilias již Homér (800 let př. n. l.). Ještě starší nálezy kožených výrobků však byly objeveny při archeologických výzkumech v Egyptě (3 000 let př. n. l.). Vydělávání kůže měly propracované především asijské národy. Dobré pověsti se těšily například kožené výrobky z Indie, Číny nebo Persie, jejichž sláva přetrvávala až do středověku.
Kožené výrobky byly ve starověku i středověku vysoce ceněné, ačkoli samotné sedlářství patřilo spíše k méně uznávaným řemeslům. Jednotliví řemeslníci, kteří pracovali s kůží, se ještě rozdělovali na koželuhy, kožišníky nebo barvíře. Již ve starověku se rozmáhal výkup kůží (zejména býčí, oslí, skopovic nebo kůží z divokých zvířat).
Kůže byla důležitým obchodním artiklem zejména v období Říma. Obchodovalo se s nimi v Sicílii, Germánii i v Británii. Je známo, že i národy považované v této době za barbarské uměly zpracovávat kůži a oblékaly se do výrobků z ní (např. Germáni), zatímco Římané již používali oděvy z tkaných látek. I to byl jedním z důvodů, proč se Řím díval na středoevropské národy jako na barbarské.

### Středověk
Další rozvoj zaznamenalo sedlářské řemeslo v raném středověku. Rozmach sedlářství lze pozorovat v 6. až 10. století, kdy se zpracovává stále více kůží, ale nedochází k nijak zásadní specializaci. V některých případech se specializaci na jeden druh práce sice objevuje, ale například výrobci bot si v tomto historickém období zpracovávají i surovou kůži, ze které pak šijí boty.
S tím jak se rozrůstají města i obchod, rozvíjí se také řemesla. Zejména ve vrcholném středověku dochází k rozvoji tzv. cechů, které nabývají na síle a moci. Například v období krize cechy bránily zvyšování výroby a stanovovaly limity na zpracování počtu kůží v jednotlivých dílnách, zakazovaly reklamu nebo měnily výrobní postupy a dokonce odmítaly udělit i nová živnostenská povolení (tovaryši tak neměli možnost otevřít si vlastní dílnu).

### Přechod do manufaktury
Vývoj řemesla šel ještě dál v pozdním středověku a v novověku, kdy začaly vznikat manufaktury a jednotlivá odvětví se i více specializovala. V českých zemích vznikly první koželužské manufaktury až koncem 18. století. V této době dochází také postupně k nahrazování ruční práce strojovou výrobou, takže se manufaktura nakonec proměňuje k tovární dílně.
Ke konci 19. století je možné pozorovat zásadní změny v sedlářství, které souvisí s technologií zpracování. V kožedělné a jirchářské výrobě a v kožešnictví se začínají používat zámořská třísliva (především quebrachové dřevo). Používání tříselných výtažků a vynález chromočiněných technologií (vhodných pro určité usně) je skutečnou revolucí v kožedělném průmyslu a sedlářství. Kromě toho se začínají používat také anilínová barviva, emulze a různé laky.

### Shrnutí historického vývoje
- Přesnou dobu vzniku sedlářského řemesla nelze stanovit. Začalo se utvářet postupně, když člověk zpracovával kůži zvířat, učil se ji vydělávat a přeměňovat ve výrobky běžné potřeby.
- Název řemesla pochází od slova sedlář – tedy výrobce sedel na koně. První sedla byla nedokonalá a časem se vylepšovala až k dokonalosti, která je známa dnes.
- Sedlářské řemeslo se postupně utvářelo a zdokonalovalo využíváním moderních technologií. Zásadní proměnu prodělalo zejména v 19. století.

## Obory
V současné době se sedlářství rozděluje na samostatné (specializované) obory:
- Sedlářství vozové (chomoutářství) – zahrnuje výrobu mnoha druhů postrojů tažných (chomoutových i poprsních) pro jízdu s těžkými povozy a jim podobné druhy.
- Sedlářství kočárové – zahrnuje výrobu veškerých druhů postrojů tažných (chomoutových i poprsních) pro jízdu s lehkými povozy (kočáry a jim podobné druhy).
- Sedlářství jezdecké (anglické) – zahrnuje výrobu veškerých druhů postrojů pro jízdu na koni, jako jsou sedla, uzdění a další příslušenství určené pro jízdu.
- Sedlářství sportovní – zahrnuje výrobu všech potřeb.
- Řemenářství
- Autosedlářství

## Současné výrobní postupy
Výrobní postupy u zakázkové výroby se příliš nezměnily – stále jsou založeny na ruční práci. Důležitou pomůckou každého sedláře při výrobě jsou střihy a předlohy.
- Střihem se rozumí skutečný a určitý tvar některého předmětu a jeho součástí, jehož obrys je přenesen na papír a vystřihnut.
- Předlohou se rozumí obraz určitého předmětu ve skutečné podobě vykresleného, jehož části jsou přesně označeny. Podle uvedené předlohy lze si snadno představit, jak má budoucí výrobek vypadat a podle toho je možné zhotovit potřebný střih.

Krájení, vykrajování a řezání usní se provádí ručně, tak jak to dělali sedlářští mistři od pradávna. Úprava konců a řemínků se provádí tak, že před šitím jsou zakulaceny a upraveny dle potřeb konce řemínků. Tato úprava spočívá v tom, že uvedené části jsou v určitých místech opatřeny výseky pro přezky a dírkami na popínání, jakož i konce, určené k zašití nebo zapínání.
K dalším postupům při sedlářském řemesle patří kosení, které se provádí ručně na hladkém kameni nebo kosícím stroji. Klíčovou součástí výroby je také ruční šití, které se provádí přízí, motouzem nebo řemínkem. Při výrobě sedel, uzdění i veškerých postrojů a dalších potřeb, které vyžadují ruční šití, se používá se kromě různých druhů šídel a jehel, též několik způsobů šití a náševku.
Píchne-li se šídlem, vznikají dírky pro provléknutí jehel včetně nití, motouzu nebo řemínku. Rozeznávají se tři polohy dírek pro šití, a to poloha kolmá, šikmá a plochá. Uvedené polohy dírek mají vliv na polohy stehů (kolmá a plochá poloha dírky je nesprávná a proto se nepoužívá, pouze šikmá poloha je pro šití nejvhodnější). Pokud se jedná o délky stehů, určují se hlavně při různém stehování pomocí ručního nástroje, tzv. znamenač stehů, který je opatřen čtyřmi podle potřeby vyměnitelnými kolečky, která jsou ocelová a mají poznávací čísla 8, 10, 12 a 14.